# 裴氏 (河东县君)
裴氏（?—?），唐朝绛州稷山县（今山西省稷山县）人，裴守真的孙女，仪王傅裴巨卿之女，尉氏县尉王泛之妻。
裴氏平时有仪容规范。后来裴巨卿遇害，她为贼虏所俘，逼迫凌辱她。裴氏说：“我是衣冠士族之女，当死就死，绝不会苟全一命，而受污于贼。”贼人用大刀等兵器胁迫相逼，裴氏坚力抗拒。贼人大怒，于是肢解裴氏，至死不屈。宣慰使、吏部侍郎李季卿以节义上奏。唐代宗赠封她为河东县君。